# Saint-Victor-sur-Ouche
Saint-Victor-sur-Ouche ist eine französische Gemeinde mit 307 Einwohnern (Stand: 1. Januar 2022) im Département Côte-d’Or in der Region Bourgogne-Franche-Comté (vor 2016 Bourgogne). Sie gehört zum Arrondissement Dijon und zum Kanton Talant.

## Geographie
Saint-Victor-sur-Ouche liegt etwa 24 Kilometer westsüdwestlich von Dijon an der Ouche. Die Gemeinde wird umgeben von Barbirey-sur-Ouche im Norden, Gissey-sur-Ouche im Norden und Nordosten, Gergueil im Osten, Saint-Jean-de-Bœuf im Süden sowie La Bussière-sur-Ouche im Südwesten und Westen. 

## Bevölkerungsentwicklung
| Jahr                       | 1962 | 1968 | 1975 | 1982 | 1990 | 1999 | 2006 | 2013 | 2019 |
| Einwohner                  | 115  | 109  | 92   | 178  | 222  | 229  | 223  | 264  | 322  |
| Quellen: Cassini und INSEE |      |      |      |      |      |      |      |      |      |

## Sehenswürdigkeiten

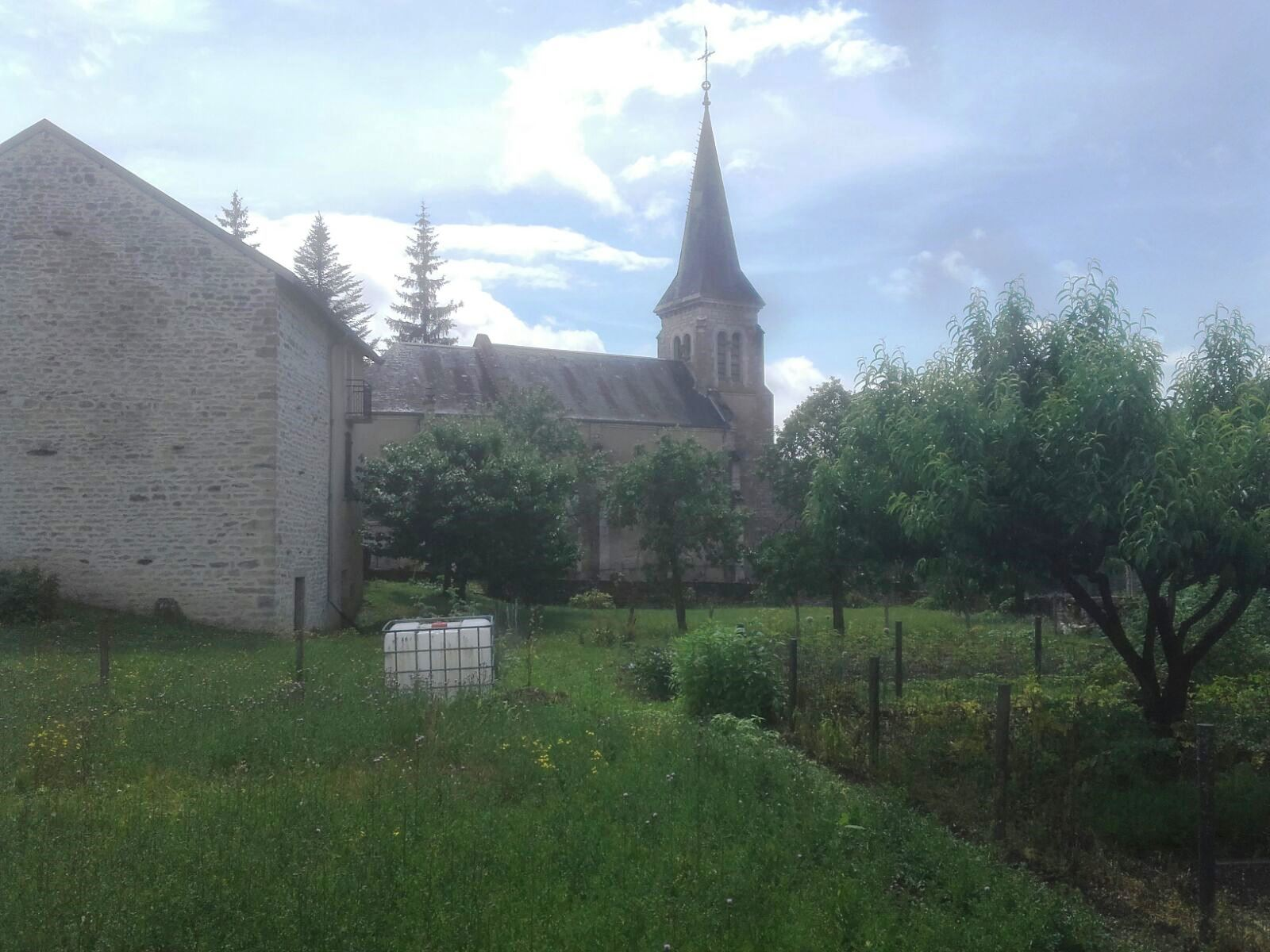
Kirche Saint-Victor

- Kirche Saint-Victor
- Burgruine Marigny-sur-Ouche